# أكسل سميث
أكسل سميث (بالنرويجية: Aksel Smith)‏ (و. 1881 – 1919 م) هو مؤلف، وناشر (حرفة)، وكاتب، وطبيب أسنان نرويجي، ولد في كريستيانساند، توفي في دروباك، عن عمر يناهز 38 عاماً.